# Пац, Феликс Ян
Феликс Ян Пац (ок. 1615 — ок. 1700) — государственный деятель Великого княжества Литовского, дворянин королевский (1639), чашник великий литовский (1643—1645), стольник великий литовский (1645—1646) и подкоморий великий литовский (1646—1698). Староста браславский, ракиборской, довгялишковский, дисненский и куриловский.

## Биография
Представитель литовского магнатского рода Пацов герба «Гоздава». Сын воеводы трокского Петра Паца (ок. 1570—1642) от второго брака с Эльжбетой Шемет (ум. 1652). Братья — Иероним Доминик, обозный великий литовский Бонифаций Теофил, гетман великий литовский Михаил Казимир и епископ жемайтский Казимир.
С 1639 года Феликс Ян Пац упоминается в звании королевского дворянина, в 1643 году стал чашником ВКЛ, в 1645 году — стольником великим литовским. В 1646 году Феликс Ян Пац получил должность подкомория великого литовского. Был подкоморием в течение 52 лет, что являлось одним из наиболее длительных сроков нахождения на одной должности в Великом княжестве Литовском.
Был трижды женат. В 1651 году первым браком женился на Анне Констанции Завише (? — 1652). В 1653 году вторично женился на Эльжбете Шемете (ум. 1655). Его третьей супругой стала Анна Яна Зиберг (? — 1692). От трёх браков не имел потомства.